# John Wesley (Maler)
John Mercer Wesley (* 25. November 1928 in Los Angeles, Kalifornien; † 10. Februar 2022 in New York City, New York) war ein US-amerikanischer zeitgenössischer Maler und Grafiker. Er gilt als in seinem Stil eigenständiger, vom Comic inspirierter Künstler, der mit seinen US-amerikanischen Themen und der häufig obsessiven Erotik in seiner Kunst die Pop Art und jüngere Generationen von Malern entscheidend mitgeprägt hat.

## Leben und Werk
John Wesley studierte von 1946 bis 1950 am Los Angeles City College und an der University of California in Los Angeles. Nach einer Reihe von Gelegenheitsjobs begann John Wesley im Jahr 1950 mit der Malerei.
Seine erste Ausstellung bestand hauptsächlich aus großformatigen Gemälden in Acryl, auf denen er imaginäre und fiktive Siegel und Stempel abbildete. Seine Bilder aus dieser Zeit waren in ihrem Farbspektrum begrenzt. Die Figuren, die er später malte, hatten Anklänge an Comic-Bilder und Cartoons und seine Malerei entwickelte sich in Richtung einer eigenständigen Variante der Pop-Art in den 1960er Jahren. Seine künstlerische Technik scheint häufig auch eher mit dem Minimalismus verwandt zu sein. John Wesley war mit Künstlern wie Dan Flavin und Donald Judd befreundet. Er war mit der Minimalismus-Künstlerin Jo Baer von 1960 bis 1970 verheiratet. (In zweiter Ehe dann mit der Schriftstellerin Hannah Green (1927–1996)).
Wesley selbst rückte seine Arbeit inhaltlich in die Nähe des Surrealismus, und viele seiner Malereien ab den 1960er Jahren haben diese surrealistische Dimension noch weiter entwickelt, während er gleichzeitig weiter nur mit einer sehr begrenzten Auswahl an Farben und Zeichen sowie sehr flächenhaft malte. Er schuf unbeirrt von allen zeitgenössischen Moden über Jahrzehnte hinweg ein kontinuierliches malerisches Werk. Wesleys Malereien, manchmal voll obsessiver Erotik, sind dem Comic und der, oft humorvollen und satirischen, Kommentierung des amerikanischen everyday life (Alltags) gewidmet.
John Wesley war mit einigen Bildern Teilnehmer der Documenta 5 in Kassel im Jahr 1972 in der Abteilung Realismus.
Er hatte bis zuletzt weltweit Ausstellungen in bedeutenden Museen und Galerien.
Im Jahr 2000 wurde eine große Retrospektive seines Werkes im PS1 Contemporary Art Center veranstaltet. Wesley gestaltete den Einband des Kataloges für die Armory Show im Jahr 2006.
John Wesley erhielt im Jahr 1976 ein Guggenheim-Stipendium, wurde im Jahr 1989 mit dem National Endowment for the Arts Grant ausgezeichnet, 1998 und 2004 mit dem American Academy of Arts and Letters, Purchase Award und 2005 mit dem Skowhegan Award for Artistic Achievement, Medal in Painting bedacht.
Wesley starb am 10. Februar 2022 in seinem Zuhause im New Yorker Stadtteil Manhattan im Alter von 93 Jahren.